# Ocrepeira lisei
Ocrepeira lisei là một loài nhện trong họ Araneidae.
Loài này thuộc chi Ocrepeira. Ocrepeira lisei được Herbert Walter Levi miêu tả năm 1993.